# Calyptrochaeta setigera
Calyptrochaeta setigera là một loài rêu trong họ Daltoniaceae. Loài này được Mitt. W.R. Buck mô tả khoa học đầu tiên năm 1987.